# Osbornellus dipilus
Osbornellus dipilus är en insektsart som beskrevs av Freytag 2008. Osbornellus dipilus ingår i släktet Osbornellus och familjen dvärgstritar. Inga underarter finns listade i Catalogue of Life.